# Boule (objet)
Pour les articles homonymes, voir Boule.
Une boule est un objet de forme sphérique.

## Jeux
La boule est un élément fondamental des jeux de boules et de quilles. En général, une boule possède un diamètre assez important (plus petite, on parle plutôt de bille ou de balle). Elle est également le plus souvent rigide et dure (à la différence du ballon), en résine, bois ou métal.

## Histoire
Les plus anciennes boules retrouvées datent de l'Antiquité, en Asie mineure. L'empire romain utilisait les premières boules en bois. Les premières boules modernes, pour jeux de boules, datent du milieu du XIXe siècle. Elles étaient fabriquées en bois, en majorité en buis, en hêtre ou en orme. Les densités de ces bois facilitaient la personnalisation des boules de chaque joueur, pour une meilleure reconnaissance en cours de jeu. Par contre, ces densités se sont vues être rapidement un inconvénient sur la solidité de la boule elle-même, se déformant facilement sur des terrains caillouteux ou à structures dures. 
Au début des années 1870, une protection des boules de pétanque est apparue, à l'aide de clous en laiton, acier ou cuivre, plantés dans la structure centrale en bois. La solidité de ces métaux permettait une plus grande longévité de la boule, leurs différentes couleurs étant utilisées pour reproduire les dessins de personnalisation. Les boules de pétanque cloutées seront fabriquées jusqu'au début des années 1930, après l'arrivée des boules intégralement métalliques. En effet, Jean Blanc, fondateur de la société JB Pétanque, crée en 1927, une boule intégralement en acier. La concurrence voit le jour après guerre, avec la création de la société marseillaise Rofritsch - La Boule Bleue, en 1947, et Obut, en 1955, par Frédéric Bayet et Antoine Dupuy.

## Composition et fabrication des boules modernes

### Pour lapétanque
Les boules de pétanques sont fabriquées à partir de deux demi-sphères, soudées entre elle. Ces demi-sphères sont issues de barres d'acier cylindriques, nommé lopin, aplaties sous presse à 800 tonnes, puis mise en forme, à chaud, à 1000 degrés Celsius.
Dans le détail, la fabrication concerne un cylindre d'acier, le lopin, est transformé à chaud par forgeage en un disque, la galette. Les galettes sont embouties en forme d'hémisphère puis soudés par paires pour former une boule qui est ensuite tournée. Après nervurage et personnalisation, les boules brutes subissent des traitements thermiques de trempe et de recuit destinés à leur donner leurs qualités de dureté et d'élasticité. En finition, elles subissent un polissage et éventuellement un chromage ou vernissage qui leur donnera leur aspect final.

### Pour lejeu de quilles
La fabrication est fait sur une base initiale en forme de cube, les boules de quilles peuvent être en différentes essences de bois (peuplier, Red Cedar ou bois exotiques). Ce cube peut être composé d'un ou plusieurs types de bois, en planches collées ente elles, mis en forme de boule sur un tour à bois classique. La poignée est fabrique à l'aide d'une scie radiale. La finition, pour l'embellir et la durcir, est faite par un verni.

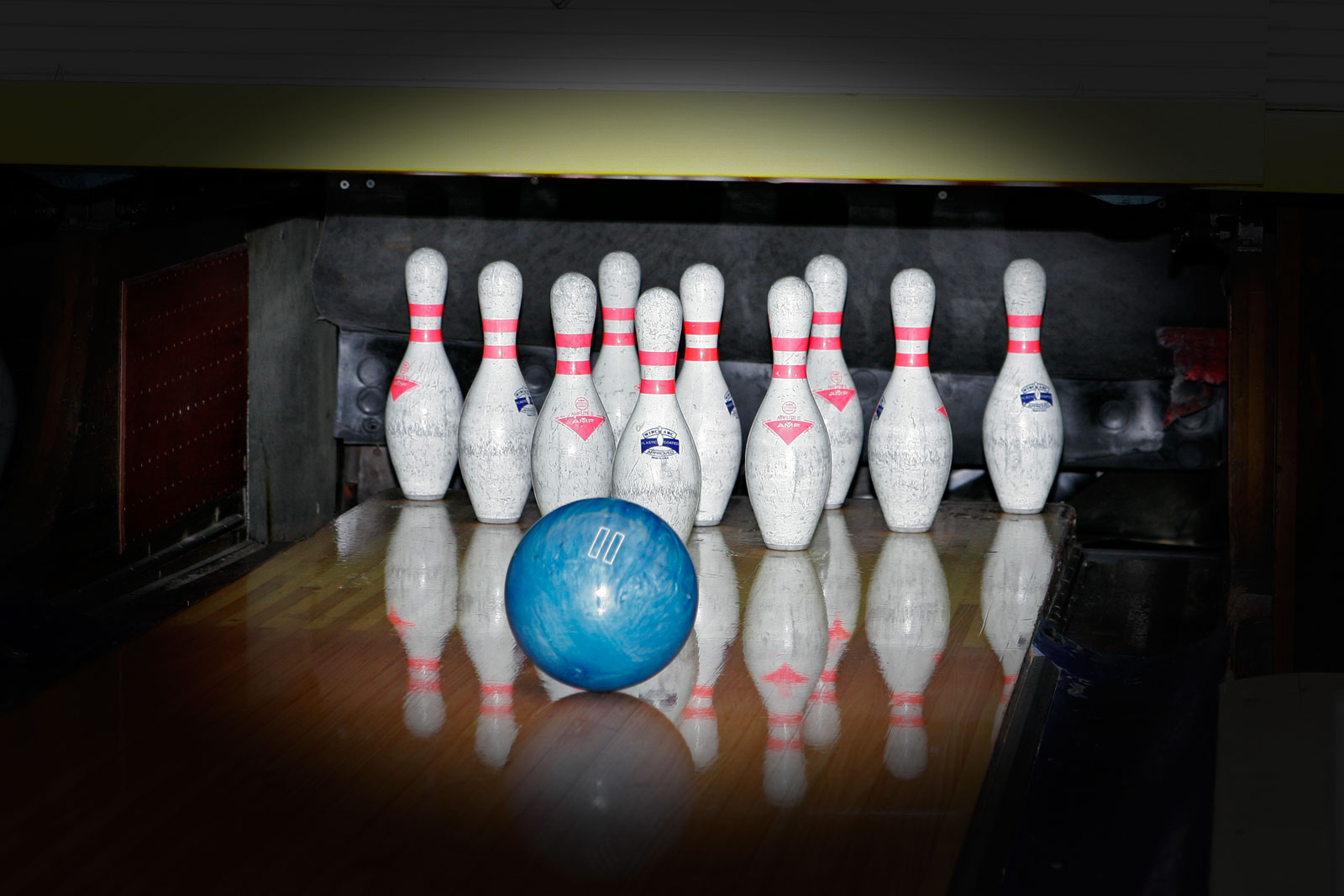
Boule de bowling sur le point de renverser les quilles

### Pour lebowling
Les boules de bowling sont composées en uréthane (plastique) ou résine (ébonite).

### Pour leboulingrin
Les boules de ce jeu d'origine anglaise sont un peu différentes, dans leur forme et leur composition. Elles sont légèrement écrasées aux deux pôles, de façon asymétrique, l'un des pôles étant plus écrasé que l’autre.

## Les fabricants les plus présents sur le marché

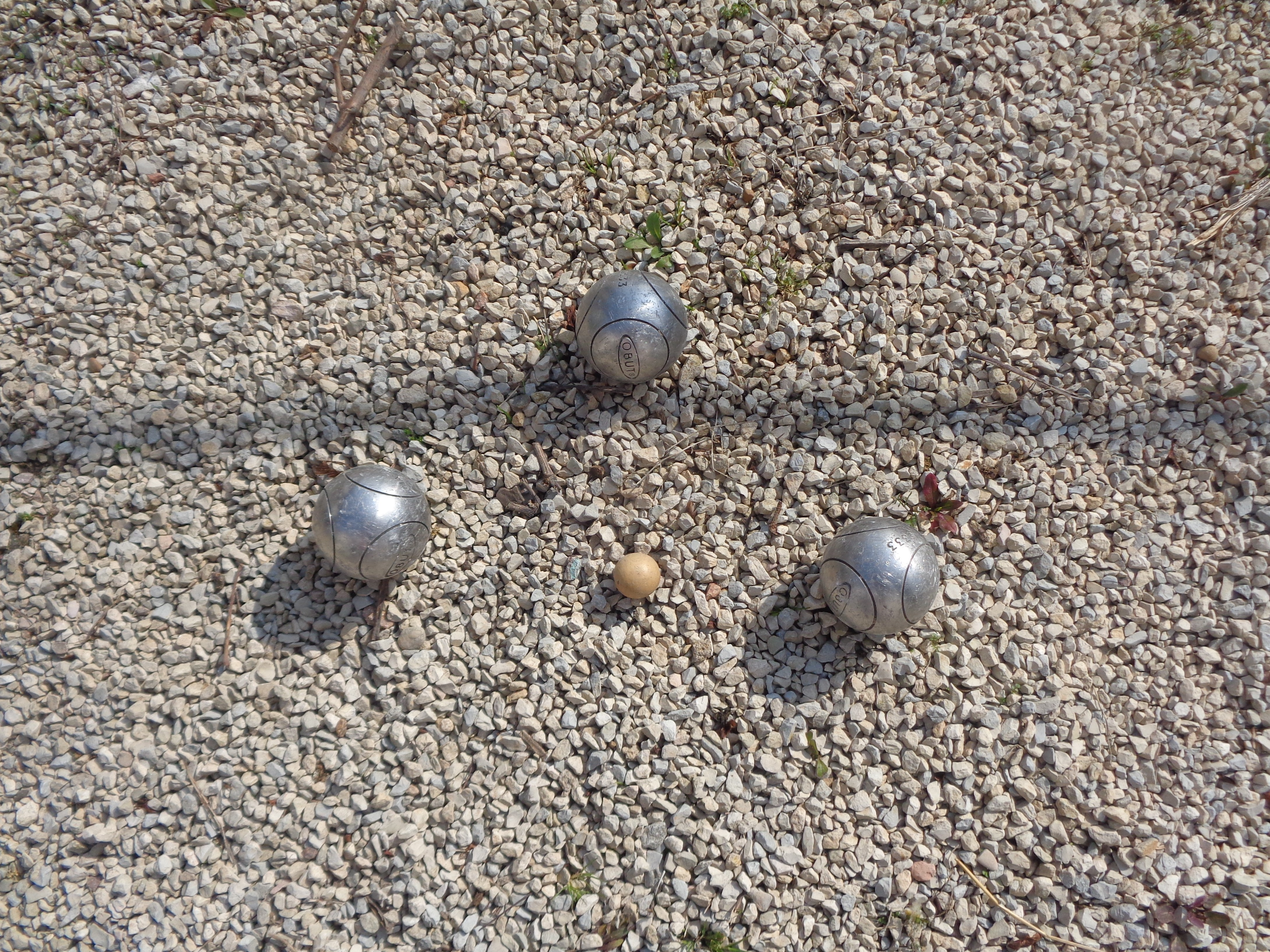
Boules de pétanque Obut Match It (demi tendre : 700 grammes)

### Obut
Obut est une entreprise fondée en 1955 à Saint-Bonnet-Le-Château, dans le département de la Loire. L'entreprise fabrique environ 5 millions de boules par an, ainsi que des accessoires et vêtements pour pétanqueurs. Dans les années 1980, Obut a racheté plusieurs marques françaises concurrentes, telles que La Boule Noire, Okaro, ou Ton'R.

### MS Pétanque
Anciennement VMS Pétanque, pour les initiales des trois fondateurs Mr Vartan, Mr Marle, et Henri Salvador, l'entreprise est créée en 1995. Sa spécialité est la fabrication par forgeage, en acier ou en inox. Leur dernière innovation est une boule en acier inoxydable, dont la surface est d'un noir mat. L'usine est basée en Haute-Marne.

### La Boule Bleue
Entreprise créée en 1904 à l'initiative de Félix Rofritsch, pour la fabrication de boule en bois clouté à la main. En 1925, les boules sont fabriquées en laiton et bronze. C'est l'utilisation de l'acier suédois, en 1947, aux reflets bleus, qui donne son nom au produit, et à l'usine.

### Autres marques
- KTK : l'une des marques les plus récentes, car fondée en 2008, implantée dans les Vosges[6] ;
- La boule blanche, en provenance du Maroc[6] ;
- Unibloc et Futura, deux marques italienne[6].
- Boulenciel, crée en 2008 par la famille Bata en Italie[7].